# Danh sách thành phố của Úc theo dân số

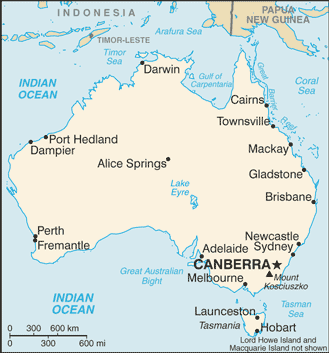
Bản đồ thành phố lớn tại Úc.

Dưới đây là danh sách thành phố của Úc theo dân số.

## Danh sách
| Hạng | Vùng đô thị            | Bang/Lãnh thổ                      | Dân số tháng 6 năm 2015 | Phần trăm dân số quốc gia |
| ---- | ---------------------- | ---------------------------------- | ----------------------- | ------------------------- |
| 1    | Sydney                 | New South Wales                    | 4.920.970               | 20,70%                    |
| 2    | Melbourne              | Victoria                           | 4.529.496               | 19,05%                    |
| 3    | Brisbane               | Queensland                         | 2.308.720               | 9,71%                     |
| 4    | Perth                  | Tây Úc                             | 2.039.193               | 8,58%                     |
| 5    | Adelaide               | Nam Úc                             | 1.316.779               | 5,54%                     |
| 6    | Gold Coast–Tweed Heads | Queensland/New South Wales         | 624.918                 | 2,63%                     |
| 7    | Newcastle–Maitland     | New South Wales                    | 434.454                 | 1,83%                     |
| 8    | Canberra–Queanbeyan    | Lãnh thổ Thủ đô Úc/New South Wales | 424.666                 | 1,79%                     |
| *    | Lãnh thổ Thủ đô Úc     | Lãnh thổ Thủ đô Úc                 | 390.706                 | 1,64%                     |
| 9    | Sunshine Coast         | Queensland                         | 302.122                 | 1,27%                     |
| 10   | Wollongong             | New South Wales                    | 292.388                 | 1,23%                     |
| 11   | Hobart                 | Tasmania                           | 220.593                 | 0,93%                     |
| 12   | Geelong                | Victoria                           | 187.417                 | 0,79%                     |
| 13   | Townsville             | Queensland                         | 180.333                 | 0,76%                     |
| 14   | Cairns                 | Queensland                         | 147.993                 | 0,62%                     |
| 15   | Darwin                 | Northern Territory                 | 142.258                 | 0,60%                     |
| 16   | Toowoomba              | Queensland                         | 114.622                 | 0,48%                     |
| 17   | Ballarat               | Victoria                           | 99.841                  | 0,42%                     |
| 18   | Bendigo                | Victoria                           | 92.888                  | 0,39%                     |
| 19   | Albury–Wodonga         | New South Wales/Victoria           | 88.949                  | 0,37%                     |
| 20   | Launceston             | Tasmania                           | 86.633                  | 0,36%                     |
| 21   | Mackay                 | Queensland                         | 85.455                  | 0,36%                     |
| 22   | Rockhampton            | Queensland                         | 80.665                  | 0,34%                     |
| 23   | Bunbury                | Tây Úc                             | 75.628                  | 0,32%                     |
| 24   | Bundaberg              | Queensland                         | 70.588                  | 0,30%                     |
| 25   | Coffs Harbour          | New South Wales                    | 68.572                  | 0,29%                     |
| 26   | Wagga Wagga            | New South Wales                    | 55.820                  | 0,23%                     |
| 27   | Hervey Bay             | Queensland                         | 52.288                  | 0,22%                     |
| 28   | Mildura–Wentworth      | Victoria/New South Wales           | 50.011                  | 0,21%                     |
| 29   | Shepparton–Mooroopna   | Victoria                           | 49.371                  | 0,21%                     |
| 30   | Gladstone–Tannum Sands | Queensland                         | 49.248                  | 0,21%                     |
| 31   | Port Macquarie         | New South Wales                    | 45.341                  | 0,19%                     |
| 32   | Tamworth               | New South Wales                    | 42.255                  | 0,18%                     |
| 33   | Traralgon–Morwell      | Victoria                           | 40.816                  | 0,17%                     |
| 34   | Orange                 | New South Wales                    | 40.075                  | 0,17%                     |
| 35   | Geraldton              | Tây Úc                             | 39.825                  | 0,17%                     |
| 36   | Bowral–Mittagong       | New South Wales                    | 37.897                  | 0,16%                     |
| 37   | Dubbo                  | New South Wales                    | 36.941                  | 0,16%                     |
| 38   | Busselton              | Tây Úc                             | 36.285                  | 0,15%                     |
| 39   | Bathurst               | New South Wales                    | 36.013                  | 0,15%                     |
| 40   | Nowra–Bomaderry        | New South Wales                    | 35.920                  | 0,15%                     |
| 41   | Warrnambool            | Victoria                           | 33.979                  | 0,14%                     |
| 42   | Albany                 | Tây Úc                             | 33.970                  | 0,14%                     |
| 43   | Warragul–Drouin        | Victoria                           | 33.386                  | 0,14%                     |
| 44   | Kalgoorlie-Boulder     | Tây Úc                             | 32.797                  | 0,14%                     |
| 45   | Devonport              | Tasmania                           | 30.497                  | 0,13%                     |

Ghi chú
1. ↑  Lãnh thổ Thủ đô Úc chỉ tính phần Canberra-Queanbeyan nằm trong biên giới Lãnh thổ.